# Miconia steyermarkii
Miconia steyermarkii är en tvåhjärtbladig växtart som beskrevs av Henry Allan Gleason. Miconia steyermarkii ingår i släktet Miconia och familjen Melastomataceae. Inga underarter finns listade i Catalogue of Life.